# Kylie Gauci
Kylie Gauci (1 de enero de 1985) es una jugadora paralímpica australiana de baloncesto en silla de ruedas de 2 puntos. Participó en los Juegos Paralímpicos de Atenas 2004, donde ganó una medalla de plata; en los Juegos Paralímpicos de Pekín 2008 , donde ganó una medalla de bronce, y en los Juegos Paralímpicos de Londres 2012, donde ganó una segunda medalla de plata. Gauci representó a Australia en los Campeonatos Mundiales de 2002, 2006 y 2010, y fue nombrada para el World All Star 5 en los Campeonatos Mundiales de Ámsterdam en 2006. Ha jugado más de 180 juegos internacionales.
Jugando con los Hill's Hornets, Gauci fue nombrada la Jugadora Más Valiosa (MVP) de la Liga Nacional de Baloncesto en Silla de Ruedas Femenina (WNWBL) con 2 puntos y fue nombrada para el All Star Five en cinco ocasiones consecutivas. En 2006 se cambió a los North's Bears, ahora conocidos como los Stacks Goudkamp Bears, y fue nombrada MVP 2 Pointer y All Star Five seis veces consecutivas.

## Vida personal
Gauci nació el 1 de enero de 1985, con agenesia lumbosacra, lo que significa que le falta la parte inferior de la columna vertebral. En 2008 y 2009, fue asistente del Comité Paralímpico Australiano en Nueva Gales del Sur. A partir de 2012, vive en Rooty Hill, Nueva Gales del Sur.

## Baloncesto
Gauci es una jugadora paralímpica australiana de baloncesto en silla de ruedas de 2 puntos. Empezó a competir en 1996 cuando tenía once años, y se inspiró para jugar en el equipo nacional femenino de baloncesto en silla de ruedas de Australia después de ver su actuación en los Juegos Paralímpicos de Sídney 2000. Le gusta el aspecto físico del juego: «Soy una gran fan de los grandes éxitos de la liga de rugby. La agresión en el baloncesto en silla de ruedas no es tan feroz, pero es lo más cercano que puedo llegar». Su entrenador de la selección nacional de 2008, Gerry Hewson, dijo: «Tiene un juego exterior muy bueno y puede entrar y mezclarse con los mejores».
Cuando todavía era miembro del equipo representativo de las mujeres de Nueva Gales del Sur, Gauci jugó con un equipo del estado de Nueva Gales del Sur en un partido de calentamiento contra el equipo nacional femenino de baloncesto en silla de ruedas de Australia en la preparación de los Juegos Paralímpicos de Sídney de 2000.
En el ejercicio económico 2012/13, la Comisión Australiana de Deportes le concedió una subvención de 20.000 dólares australianos como parte de su programa de apoyo directo a los atletas. Recibió 17.000 dólares en 2010/11 y de nuevo en 2011/12 y 5.571,42 dólares en 2009/10. En 2012, recibió una beca del Instituto de Deportes de Nueva Gales del Sur.

## Club
Jugó para los Hills Hornets en 2000, cuando terminaron segundos en la final de la Liga Nacional de Baloncesto en Silla de Ruedas Femenina (WNWBL), perdiendo 51-50 ante las Victorian Women. Con los Hornets, fue nombrada la Jugadora Más Valiosa (MVP) de la WNWBL con 2 puntos y nombrada para el All Star Five en 2001, 2002, 2003, 2004 y 2005. En 2006 se cambió a los North's Bears, ahora conocidos como los Stacks Goudkamp Bears, y fue nombrada MVP 2 Pointer y All Star Five en 2006, 2007, 2008, 2009, 2010 y 2011.
Desde 2008, ha jugado para los Wenty WheelKings en la Liga Nacional de Baloncesto en Silla de Ruedas (NWBL). También juega para los Stacks Goudkamp Bears en la WNWBL. En 2012, como miembro de los Stacks Goudkamp Bears, fue el MVP 2 Pointer de la WNWBL y nombrada para el All Star Five por duodécimo año consecutivo. Su equipo terminó en segundo lugar, perdiendo 77-54 contra los Victoria Dandenong Rangers en el juego del campeonato de la WNWBL.

## Equipo nacional

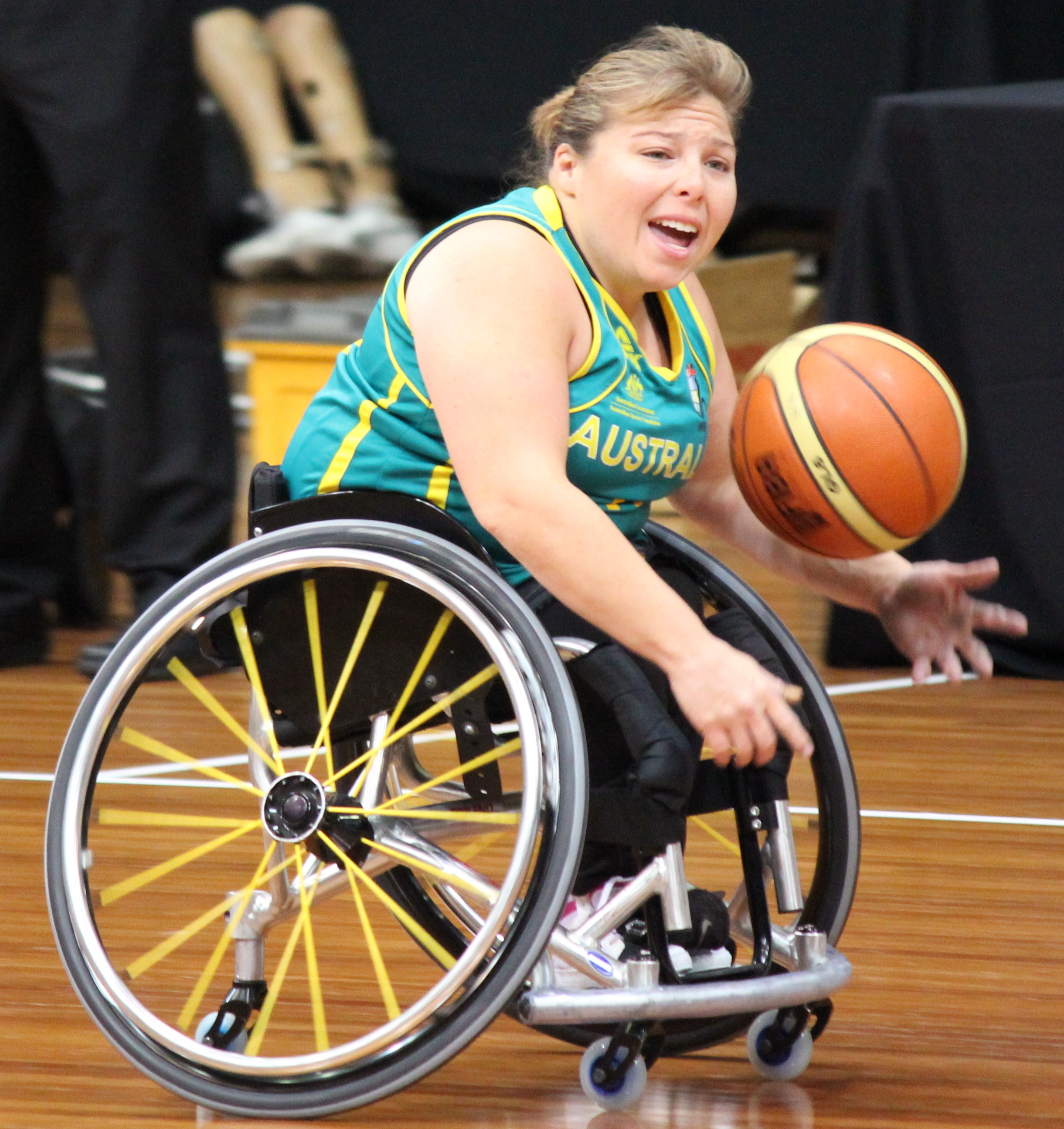
Gauci en los Juegos Paralímpicos de 2012.

Gauci jugó por primera vez en el equipo nacional juvenil de Australia cuando tenía catorce años. Se unió al equipo nacional, conocido como los Gliders, en 2002, cuando tenía 17 años. Jugó en una serie de pruebas de cuatro partidos en Canberra contra Japón en marzo, la primera australiana que fue anfitriona internacional del equipo desde los Juegos Paralímpicos de Sídney 2000. Luego fue seleccionada para jugar en el evento de la Copa Mundial de 2002 en Japón.
Gauci representó a Australia como miembro de los Gliders en los Campeonatos Mundiales de 2002, 2006 y 2010, donde terminaron en cuarto lugar en cada ocasión. Fue nombrada para el World All Star 5 en los Campeonatos Mundiales de Ámsterdam en 2006. Fue seleccionada para participar en un campo de entrenamiento del equipo nacional en 2010, y fue miembro del equipo que jugó en la Copa de Osaka en 2009. Ha jugado más de 180 partidos internacionales.

### Paralímpicos

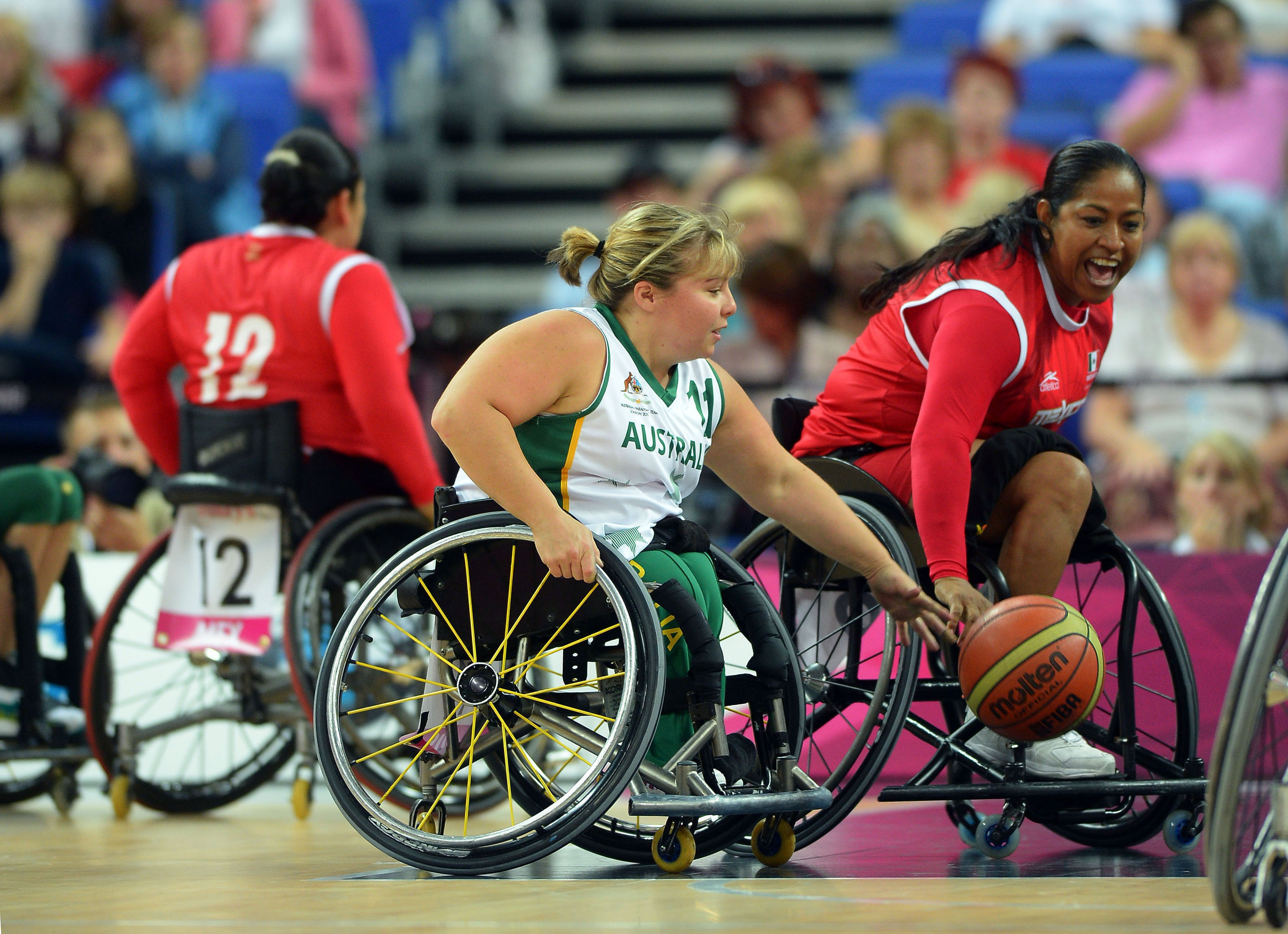
Gauci en los Juegos Paralímpicos de Londres 2012.

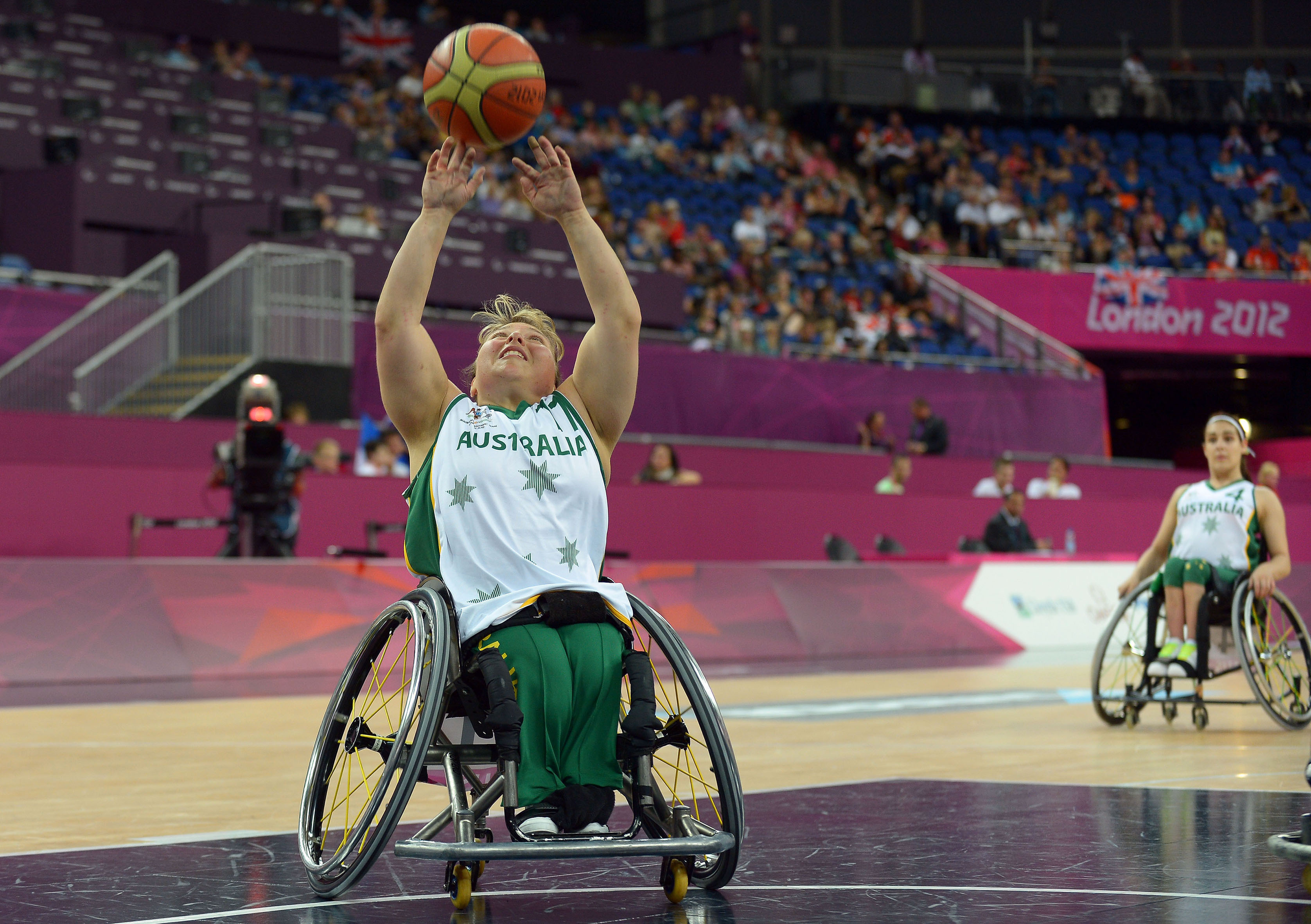
Gauci en los Juegos Paralímpicos de Londres 2012

Gauci compitió con el equipo en los Juegos Paralímpicos de Atenas 2004 y en los de 2008 en Pekín, donde ganó una medalla de plata y otra de bronce respectivamente. Los Juegos de 2004 fueron su debut. También jugó en los Juegos Paralímpicos de Londres 2012. En la fase de grupos, el equipo nacional femenino de baloncesto en silla de ruedas de Australia en los Juegos Paralímpicos de 2012 obtuvo victorias contra Brasil, Gran Bretaña, y los Países Bajos, pero perdió contra Canadá, lo que fue suficiente para que los Gliders avanzaran a los cuartos de final, donde vencieron a México. Luego, las Gliders derrotaron a Estados Unidos por un punto para establecer un enfrentamiento final con Alemania. Las Gliders perdieron 44-58 y obtuvieron la medalla de plata, Gauci anotó 15 puntos con 4 rebotes. Fue la única jugadora de su equipo que marcó un gol de campo de tres puntos en toda la serie, anotando dos de ellos.

## Estadísticas
| Competición | Temporada | M  | MIN    | FGM–A   | FG%  | 2PM–A   | 2P%  | 3PM–A | 3P%  | FTM–A | FT%  | PFS | Pts | OFF | DEF | TOT | AST | STL | BLK | TO  | PF  | PTS  |
| WNWBL       | 2013      | 12 | 423:00 | 61–166  | 36.7 | 61–162  | 37.7 | 0–4   | 0.0  | 9–16  | 56.3 | 23  | 131 | 1.4 | 3.3 | 4.7 | 6.3 | 0.8 | 0.0 | 2.5 | 1.9 | 10.9 |
| WNWBL       | 2012      | 13 | n/a    | 69–193  | 35.8 | n/a     | 0.0  | 4–10  | 40.0 | 10–23 | 43.5 | 30  | 152 | 0.0 | 0.0 | 4.6 | 8.3 | 0.0 | 0.0 | 0.0 | 0.0 | 11.7 |
| WNWBL       | 2011      | 18 | n/a    | 117–359 | 32.6 | n/a     | 0.0  | 7–37  | 18.9 | 27–53 | 50.9 | 54  | 268 | 0.0 | 0.0 | 6.1 | 3.9 | 0.0 | 0.0 | 0.0 | 0.0 | 14.9 |
| WNWBL       | 2010      | 17 | n/a    | 129–438 | 29.5 | n/a     | 0.0  | 6–49  | 12.2 | 36–70 | 51.4 | 44  | 300 | 0.0 | 0.0 | 6.9 | 7.2 | 0.0 | 0.0 | 0.0 | 0.0 | 17.6 |
| WNWBL       | 2009      | 16 | 622:58 | 131–417 | 31.4 | 115–355 | 32.4 | 16–62 | 25.8 | 18–61 | 29.5 | 56  | 296 | 0.0 | 0.0 | 5.0 | 5.0 | 0.0 | 0.0 | 0.0 | 0.0 | 18.5 |

| FGM, FGA, FG%: tiros de campo realizados, intentados y porcentaje | 3FGM, 3FGA, 3FG%: tiros de campo de tres puntos marcados , intentados y porcentaje |
| FTM, FTA, FT%: tiros libres realizados, intentados y porcentaje   | OFF, DEF, TOT: rebotes promedio ofensivo, defensivo, total por juego               |
| AST: promedio de asistencias por juego                            | STL: promedio de robos por juego                                                   |
| BLK: promedio de bloques por juego                                | TO: promedio de pérdidas de balón por juego                                        |
| PF: promedio de faltas personales por partido                     | Pts, PTS: puntos , promedio por juego                                              |